# Desmoptera degenerata
Desmoptera degenerata är en insektsart som beskrevs av Brunner von Wattenwyl 1898. Desmoptera degenerata ingår i släktet Desmoptera och familjen Pyrgomorphidae.

## Underarter
Arten delas in i följande underarter:
- D. d. molucensis
- D. d. degenerata